# Temple de la Costa
El temple de la Costa (construït entre el 700 i el 728) rep el seu nom per la seva situació al costat de la costa del mar en la badia de Bengala. És un temple estructural, construït amb blocs de granit, que data del segle viii. Va ser construït sobre un promontori que sobresurt en la badia de Bengala a Mahabalipuram, un poble al sud de Chennai a l'estat de Tàmil Nadu de l'Índia. En el moment de la seva creació, el poble era un port, amb molta activitat, durant el regnat de Narasimhavarman II de la dinastia Pal-lava. Donada la seva pertinença al Conjunt de Monuments de Mahabalipuram, s'ha classificat com Patrimoni de la Humanitat per la UNESCO des de 1984. És un dels més antics temples estructurals de pedra, -excavat en la roca- al Sud de l'Índia.

## Situació
El temple de la Costa és un complex de tres temples, un de gran i dos petits, situats junt a la vora de la costa de Coromandel de la badia de Bengala a Mahabalipuram, que anteriorment era conegut com a Mamallapuram. Durant la dinastia Pal-lava, era una ciutat portuària del seu regne que va governar des de Kanchipuram. Va ser construït per la dinastia Pal-lava quan era el port comercial de la dita dinastia.

## Història
Els mariners van nomenar amb el nom de Set Pagodes al temple de la Costa quan van veure aquesta estructura d'altura a la vora del mar, probablement el temple, va actuar com un punt de referència per a la navegació dels seus vaixells. Al semblar-se a una pagoda, es va convertir en el nom familiar per a la gent de mar.
Aquest complex estructural de temples va ser la culminació de les creacions arquitectòniques que van ser iniciades pel rei Narasimha Varma I -popularment nomenat com Mammalla, després que la ciutat s'anomenés Mamallapuram-, a mitjan segle VII començant amb els temples excavats en les coves i els «rhatas» monolítics (temples en forma de carro). Encara que la creació arquitectònica de l'escultura de talla i les estructures de connexió van continuar durant els períodes posteriors, com es veu a la cova d'Atiranachanda, els raths de Pidari i la cova del tigre, el temple de la Costa va ser la principal construcció per l'elegància arquitectònica entre tots els temples construïts pel rei Rajasimha (700-728) també conegut com a Narasimhavarman II, de la dinastia Pal-lava. Ara s'infereix que aquest complex del temple va ser l'últim d'una sèrie de temples que semblaven existir en la costa submergida; això està recolzat per l'aparició d'un contorn dels seus temples germans enfront de la costa durant el tsunami de 2004 que va afectar aquesta zona. L'arquitectura del temple de la Costa va ser continuada pels membres de la dinastia Chola que van governar Tàmil Nadu després de derrotar els Pal-laves.
El tsunami de desembre de 2004 que va copejar la costa de Coromandel va exposar un antic temple completament derruït construït de blocs de granit. Això va renovar l'especulació de la qual Mahablaipuram era una part de les Set Pagodes descrites als diaris dels europeus, dels quals sis temples romanen submergides en el mar. El tsunami també va exposar algunes antigues escultures de pedra amb representacions de lleons, elefants i paons que s'utilitzaven per decorar murs i temples durant el període de la dinastia Pal-lava als segles vii i viii.
Encara que el tsunami del 26 de desembre de 2004, que es va produir a l'oceà Índic va copejar el temple i el jardí circumdant, el temple de la Costa no va ser danyat greument, perquè el nivell de l'aigua va tornar al seu nivell normal després de poc minuts. Els danys van afectar l'altar del sacrifici, davant del temple, als graons que condueixen a l'amarrador, i al petit santuari amb l'escultura Varaha. Com la base del temple és en la roca de granit, va poder contenir les onades creades pel tsunami; els espigons construïts al voltant de l'àrea del temple, en la línia de costa, també van ajudar la seva protecció.

## Arquitectura

### Disposició

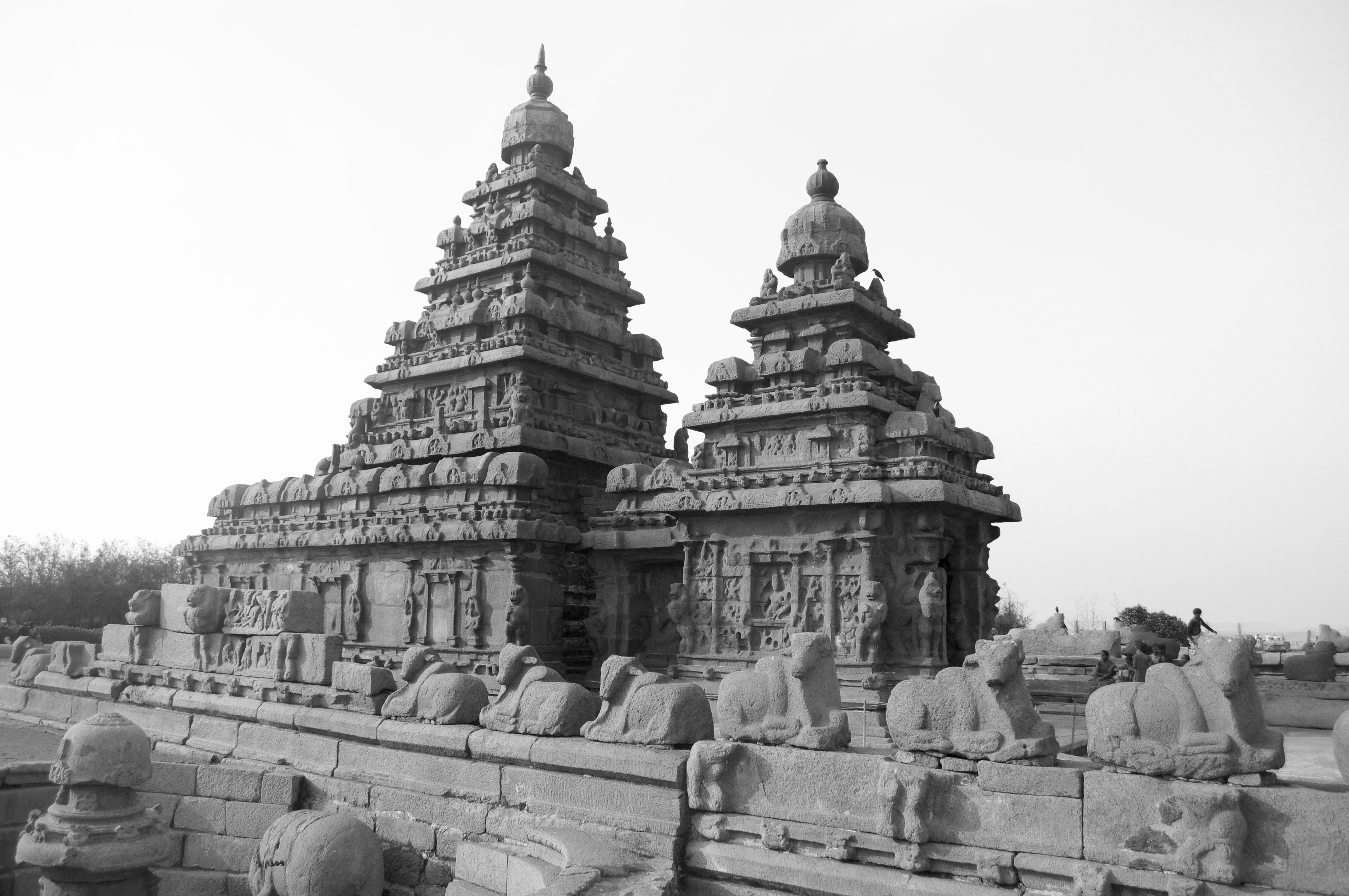
Temple de la Costa, detall de la façana nord.

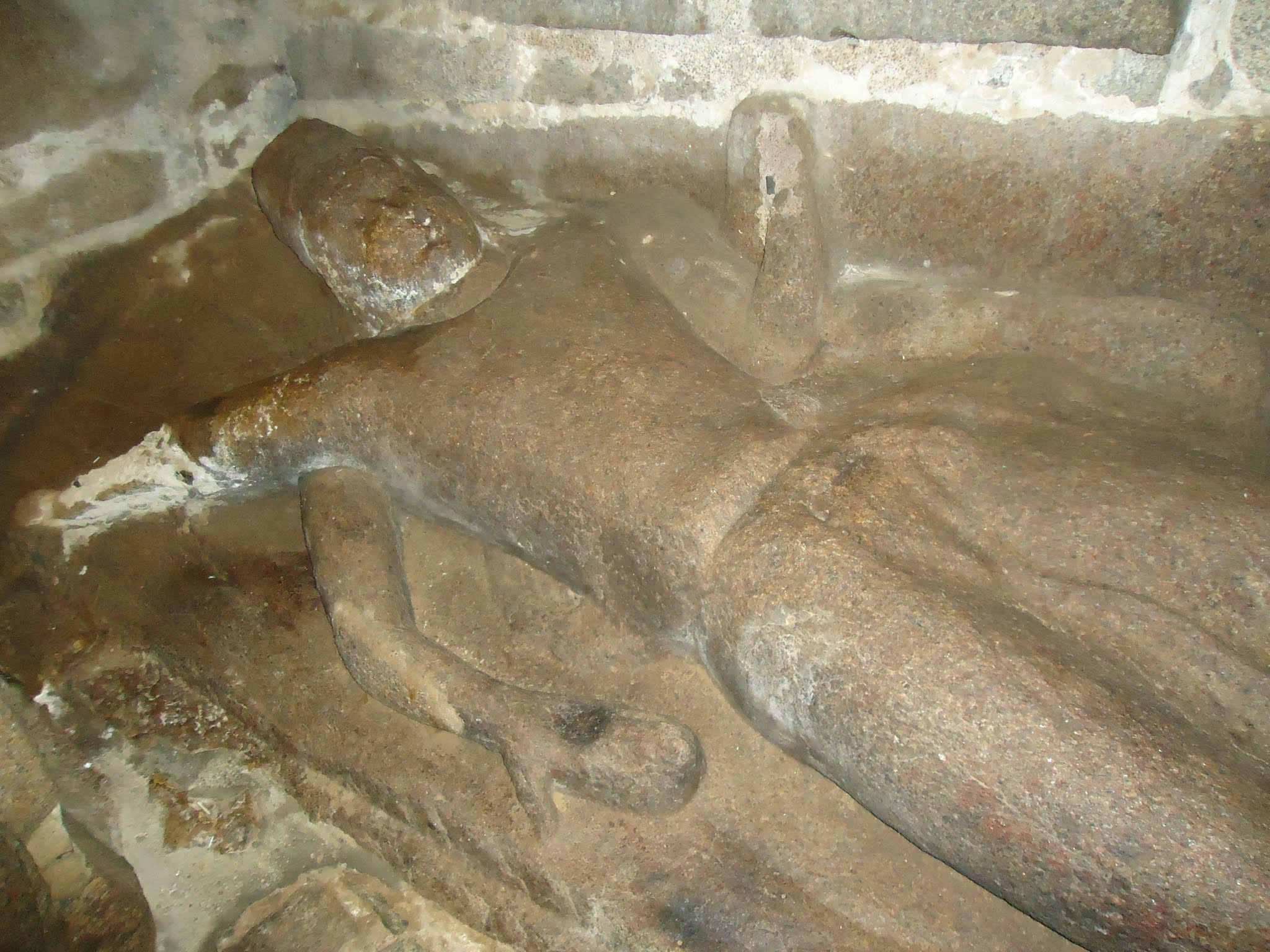
Vishnu recolzat.

Els tres temples del complex del Temple de la Costa estan construïts en la mateixa plataforma. Vists des de l'extrem nord, els temples semblen ser una rèplica del Dharmaraja Ratha. El principal Temple de la Costa, que mira cap a l'est, perquè els raigs del sol brillin en la principal deïtat del santuari Shiva Lingam, és un temple hindú estructurat de cinc pisos, en lloc d'estar excavat en la roca a l'igual dels altres monuments del lloc. Va ser construït amb les pedres esculpides de granit transportades d'una pedrera propera, és el temple més antic i important al sud de l'Índia. La seva estructura piramidal és de 18 metres d'alt i s'assenta sobre una plataforma quadrada de 15 metres. N'hi ha un petit temple en front, que era el porxo original; està fet de granit local finament tallat. El temple de la Costa és també un dels temples més populars. Excavacions recents han revelat noves estructures sota la sorra.
El temple és una combinació de tres santuaris. El santuari principal està dedicat a Shiva com el segon santuari més petit. Un petit tercer santuari, situat entre els altres dos, està dedicat a un Vishnu recolzat i pot haver tingut aigua canalitzada al temple. Els dos santuaris dedicats a Shiva són ortogonals en la seva configuració, l'entrada està realitzada a través d'una volta de canó transversal (gopuram). Els dos santuaris tenen un esquema piramidal, cada nivell és diferent amb alers que sobresurten projectant ombres fosques. La paret exterior del santuari de Vishnu i el costat interior de la paret de limitació està àmpliament esculpida i rematada per grans escultures de Nandi. Les façanes exteriors del temple estan dividides per pilastres, en la part inferior està tallada una sèrie de cries de lleons. Els murs dels temples tenen grans escultures de Nandi.

### Característiques

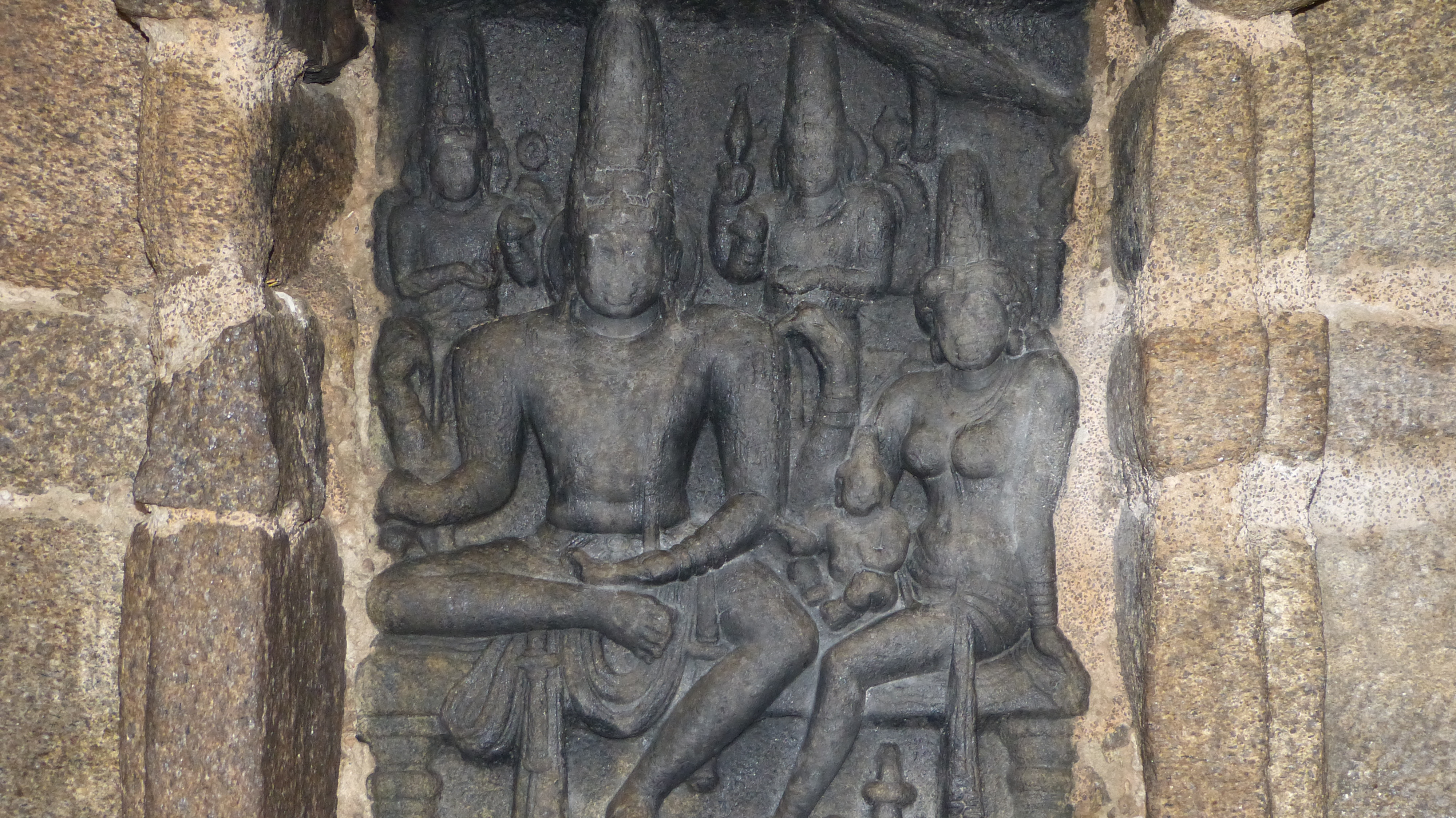
Relleu Shivaskanda amb Shiva, Uma i el seu fill Skanda.

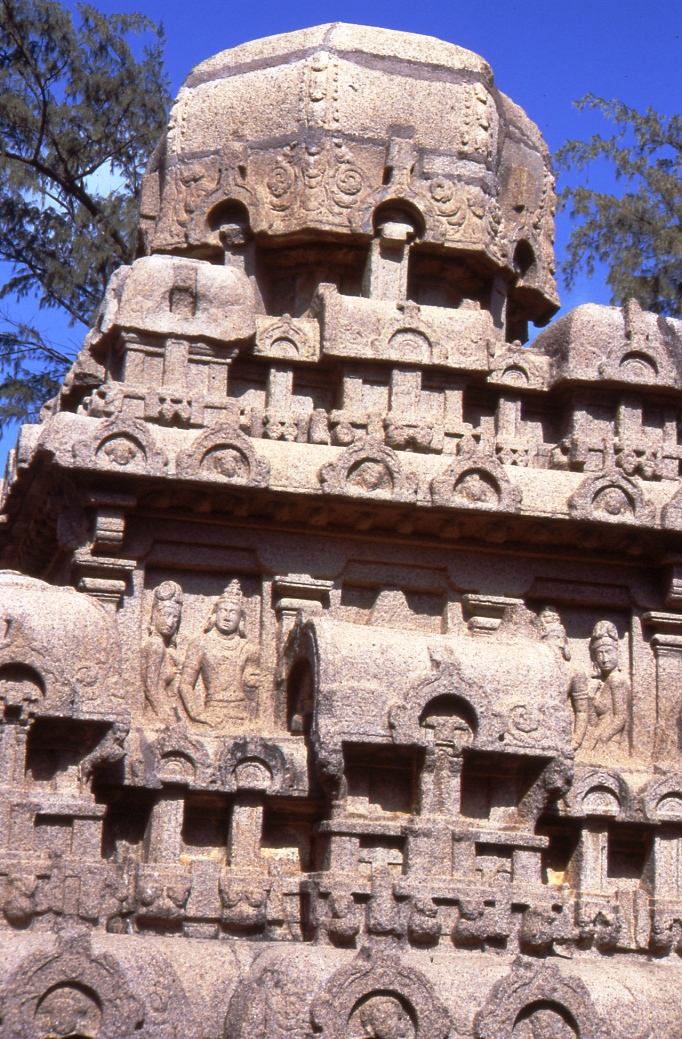
Figures tallades als murs exteriors.

El temple té una garbhagriha (sancta sanctorum), en el que la deïtat, Sivalinga està consagrada, i una petita mandapa envoltat per una pesada paret externa amb poc espai de circumval·lació. A la part posterior hi ha dos santuaris orientats en direccions oposades. Al santuari interior dedicat a Ksatriyasimnesvara s'arriba mitjançant un passatge, mentre que a l'altre, dedicat a Vishnu, es troba mirant enfora. El Durga està assegut en el seu lleó Vahana, un petit santuari pot haver estat en la cavitat del pit del lleó.
La configuració dels dos santuaris dedicats a Shiva junt amb el petit santuari de Vishnu en mig, demostra un intent d'equilibrar els diferents requisits religiosos que competeixen entre si.
Els sostres dels temples tenen una ornamentació similar al Rathas Pancha, presenten coronaments en la part superior, indicatius del seu caràcter funcional religiosa, ja que era un temple finalitzat. La forma octogonal dels shikaras dels dos temples dedicats a Shiva són en l'estil arquitectònic dravidià. Per sota les torres, les parets del santuari són en la seva majoria en blanc sense cap decoració, però les columnes estan tallades amb les seves bases muntades sobre lleons. Les decoracions en les cares exteriors d'aquests santuaris són similars també als observats al Rathas Pancha, encara que a causa de la seva proximitat al mar, estan parcialment erosionats a causa dels vents salats.

## Conservació
Les estructures del temple, afectades pel mar agitat i els vents amb contingut de sal estan sent conservades pel Servei Arqueològic de l'Índia mitjançant la construcció d'espigons de protecció, un tractament especial amb pasta de paper i mitjançant la plantació d'arbres al llarg de la línia de la costa afectada. El tractament de la pasta absorbeix l'aigua salina. A més a més, un tractament químic també es dona al monument per evitar filtracions d'aigua a la roca. Amb aquest tipus de tractament es va aconseguir treure aigua emmagatzemada dintre de la roca permetent així a la pedra respirar i conservar la seva força. L'àrea prop del temple de la Costa, s'ha embellit. La secció d'horticultura del Servei Arqueològic de l'Índia ha creat una gespa verda de 4,4 hectàrees prop de tot el temple de la Costa. Una àmplia senyalització amb informació sobre els monuments i la creació de fonts és també part del programa d'embelliment planejat pel Servei d'Arqueologia de l'Índia.

## Festival de Dansa de Mamallapuram
El Festival de Dansa Mamallapuram es representa cada any durant els mesos de desembre-gener a Mamallapuram, Tàmil Nadu. Aquest festival de dansa està organitzat pel Departament de Turisme del govern de Tàmil Nadu. Els grups Bharatanatyam, Kuchipudi, Kathak, Odissi, Mohini Attam i Kathakali, mostren el seu art amb aquest magnífic teló de fons de les escultures de roca. És un alegre festival de ball, que té una gran audiència durant un quatre setmanes de durada.